# گورستان تخته شیر
گورستان تخته شیر مربوط به هزاره اول قبل از میلاد است و در شهرستان پل‌دختر، بخش مرکزی، دهستان میان کوه غربی، ۲۵۰ متری جنوب روستای چاه شیرین واقع شده و این اثر در تاریخ ۲۲ آبان ۱۳۸۶ با شمارهٔ ثبت ۲۰۱۲۷ به‌عنوان یکی از آثار ملی ایران به ثبت رسیده است.